# TNA Lockdown
TNA Lockdown es un evento anual de pago-por-evento de lucha libre profesional producido por la Total Nonstop Action Wrestling desde 2005. Lockdown tiene la particularidad de que todas sus luchas son programadas dentro de jaulas o estructuras de metal. En Lockdown se celebra el "Lethal Lockdown match", un combate en el cual dos equipos, cuyos participantes van entrando de uno en uno cada cierto tiempo, pelean dentro de una jaula de cuyo techo penden diversas armas. También se da el "Lethal Xcape match" un combate donde luchan varios luchadores, siendo eliminados por pinfall o sumisión hasta que quedan dos luchadores, entonces el ganador es quien antes escape de la jaula.

## Eventos
| Evento          | Fecha                | Ciudad                  | Lugar                          |
| --------------- | -------------------- | ----------------------- | ------------------------------ |
| Lockdown (2005) | 2 de abril de 2005   | Orlando, Florida        | TNA Impact! Zone               |
| Lockdown (2006) | 23 de abril de 2006  | Orlando, Florida        | TNA Impact! Zone               |
| Lockdown (2007) | 15 de abril de 2007  | St. Charles, Misuri     | Family Arena                   |
| Lockdown (2008) | 13 de abril de 2008  | Lowell, Massachusetts   | Tsongas Arena                  |
| Lockdown (2009) | 19 de abril de 2009  | Filadelfia, Pensilvania | Liacouras Center               |
| Lockdown (2010) | 18 de abril de 2010  | St. Charles, Misuri     | Family Arenas                  |
| Lockdown (2011) | 17 de abril de 2011  | Cincinnati, Ohio        | U.S. Bank Arena                |
| Lockdown (2012) | 15 de abril de 2012  | Nashville, Tennessee    | Nashville Municipal Auditorium |
| Lockdown (2013) | 10 de marzo de 2013  | San Antonio, Texas      | Alamodome                      |
| Lockdown (2014) | 9 de marzo de 2014   | Miami, Florida          | BankUnited Center              |
| Lockdown (2015) | 9 de enero de 2015   | Nueva York, Nueva York  | Manhattan Center               |
| Lockdown (2016) | 30 de enero del 2016 | Londres, Inglaterra     | Wembley Arena                  |
| Lockdown (2020) | 28 de marzo de 2020  | Windsor, Ontario        | St. Clair College              |

### 2015
Lockdown (2015) es un especial de televisión de lucha libre profesional producido por Total Nonstop Action Wrestling (TNA), el programa fue grabado el 9 de enero de 2015 en el Manhattan Center de Nueva York, Nueva York. A diferencia de los anteriores eventos, este evento no fue celebrado en pago por visión (PPV), sino que fue presentado como una edición especial del programa televisivo semanal de TNA, Impact Wrestling en Destination America.
Resultados
- The Revolution (James Storm & Abyss) derrotó a The Hardys (Jeff Hardy & Matt Hardy) en un Six Sides of Steel Match, reteniendo el Campeonato Mundial en Parejas de la TNA.
  - The Revolution ganó cuando Jeff fue el último en quedarse dentro de la jaula.
  - Durante la lucha, Manik intervino a favor de The Revolution.
- Awesome Kong derrotó a Havok en un Six Sides of Steel Match.
  - Kong cubrió a Havok después de un "Top Rope Splash".
- Bobby Roode derrotó a Eric Young en un Six Sides of Steel Match.
  - Roode cubrió a Young después de un "Pay Off".
- Tyrus derrotó a Mark Andrews & Rockstar Spud en un Handicap Six Sides of Steel Match.
  - Tyrus cubrió a Spud después de un "I.C.U."
  - Durante la lucha, Ethan Carter III interfirió a favor de Tyrus, golpeando a Spud contra la jaula.
  - Después de la lucha, Carter intentó rapar a Spud, pero Jeremy Borash lo salvó.
- Team Angle (Kurt Angle, Austin Aries, Gunner & Bobby Lashley) derrotaron a Team Beat Down Clan (MVP, Samoa Joe, Low Ki & Kenny King) en un Lethal Lockdown Match.
  - Aries cubrió a King después de un "Starrbuster".
  - Después de la lucha, Aries intentó atacar a Lashley, pero Angle se lo impidió.

### 2016
Lockdown (2016) es un especial de televisión de lucha libre profesional producido por Total Nonstop Action Wrestling (TNA), el programa fue grabado el 30 de enero de 2016 en el Wembley Arena de Londres, Inglaterra. A diferencia de los anteriores eventos, este evento no fue celebrado en pago por visión (PPV), sino que fue presentado como una edición especial del programa televisivo semanal de TNA, Impact Wrestling.
Resultados
- Beer Money, Inc. (Bobby Roode & James Storm) derrotaron a Eric Young & Bram en un Six Sides of Steel Match (8:33)
  - Storm cubrió a Bram después de un Drinking While Investing
- Trevor Lee derrotó a Tigre Uno en un Six Sides of Steel Match retenindo el TNA X Division Championship (6:14)
  - Lee cubrió a Uno después de un Small Package Driver
- The Dollhouse (Jade, Marti Bell & Rebel derrotaron a Gail Kim & Velvet Sky en un 3-on 2 Handicap Lethal Lockdown Match (11:15)
  - Jade cubrió a Gail después de un Package Piledriver
  - Maria Kanellis estaba en la lucha pero se rehusó a luchar
  - Este fue el primer Lethal Lockdown donde participaron la knockouts
- Grado derrotó a Eli Drake en un Six Sides of Steel Match (6:40)
  - Grado ganó después de escapar de la estructura
- Matt Hardy (con Tyrus & Reby Hardy) derrotó a Ethan Carter III en un Six Sides of Steel Match reteniendo el TNA World Heavyweight Championship (11:35)
  - Matt ganó después de escapar por la puerta
  - Durante la lucha Tyrus, Reby y Rockstar Spud intervinieron a favor de Matt

## Luchas destacadas
Con los años, Lockdown se ha convertido en un PPV notable en el programa mensual de TNA, y varios tipos de luchas se han vuelto recurrentemente en lo más destacado del show. Estas luchas intentan proporcionar un "sabor" diferente al show en comparación con un simple evento de luchas en jaulas de acero.

### Lethal Lockdown
El primer combate anunciado para un evento Lockdown fue el Lethal Lockdown, una variante del WarGames Match popularizado en World Championship Wrestling. La lucha cuenta con una competencia de varios hombres en el que los oponentes de cada equipo ingresan de manera alternanda. La victoria solamente puede obtenerse después de todos los participantes han entrado en la jaula. La lucha ha evolucionado con los años, pasando de una lucha de tres sobre tres (2005) a un cuatro sobre cuatro (2006, 2009, 2010-2011 y 2014) a un cinco sobre cinco (2007-2008, 2012-2013). Desde 2006, la lucha también incluye un techo para la jaula, convirtiéndola en la único lucha con esa característica en TNA, hasta que la TNA introdujo el Asylum.

### Xscape Match
El segundo encuentro anual presentado en un evento Lockdown fue el Xscape Match. Consiste en una competencia de etapas múltiples con varios luchadores, las reglas implican que los luchadores se eliminen mutuamente por cuenta de 3 o sumisión. Una vez que la competencia es a dos luchadores, los dos restantes competidores intentan escapar de la jaula escalando hacia fuera por encima o a través de la puerta.

### Queen of the Cage
Introducido en 2008, la Queen of the Cage se ha celebrado en 2 de Lockdown PPV y cuenta con las TNA Knockouts. El partido cuando su debut comenzó como similar a un Reverse Battle Royal que implica ocho luchadoras. Las dos primeras luchadoras que entran en la jaula luego compiten en un encuentro individual que es ganado por cuenta de 3 o sumisión. La ganadora se convertía en la contendiente número uno para el Campeonato de Knockouts de la TNA. En 2009, la lucha fue un Four-way Match. Desde entonces, la lucha no se ha añadido al evento.